# Coleco Telstar
 (octobre 2019).
Si vous disposez d'ouvrages ou d'articles de référence ou si vous connaissez des sites web de qualité traitant du thème abordé ici, merci de compléter l'article en donnant les références utiles à sa vérifiabilité et en les liant à la section « Notes et références ».
 (octobre 2024).
Si vous êtes l’auteur de ce texte, vous êtes invité à donner votre avis ici. À moins qu’il soit démontré que l’auteur de la page autorise la reproduction et que ce contenu soit compatible avec les principes fondateurs de Wikipédia, cette page sera supprimée ou purgée au bout d’une semaine maximum. En attendant le retrait de cet avertissement, veuillez ne pas réutiliser ce texte.

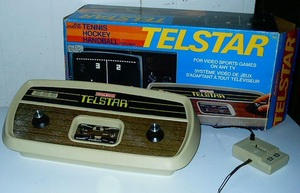
La version originale.

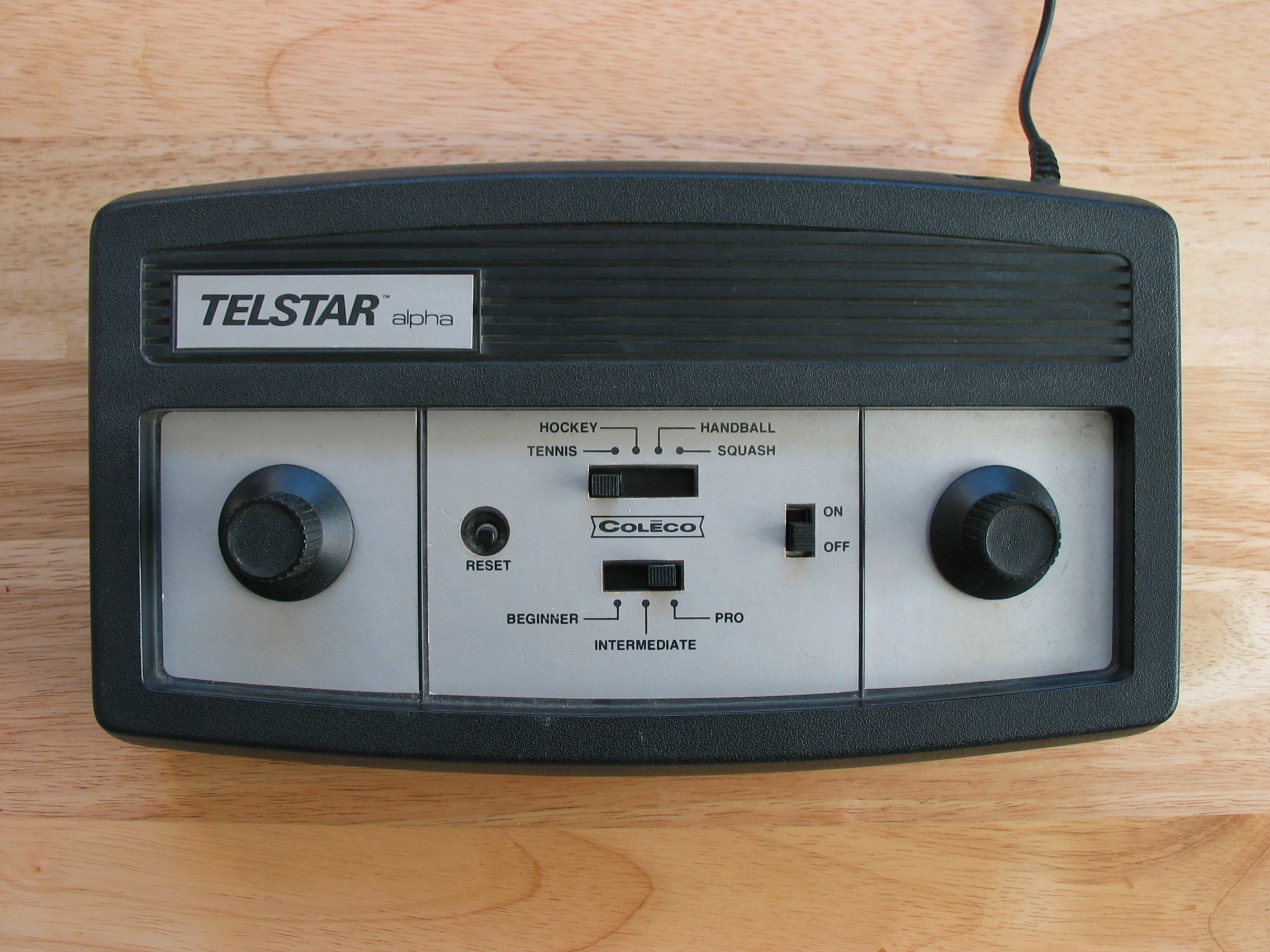
Telstar Alpha.

Coleco Telstar est une console de jeu vidéo de première génération produite par la société américaine Coleco et commercialisée à partir de 1976. Originellement, la console était un clone de Pong avant d'être déclinée sous plusieurs variantes.

## Histoire
En 1975, General Instrument lance un projet qui va changer le monde des jeux vidéo, et plus particulièrement celui des Pong. En créant une puce nommée AY-3-8500, la société lance le composant qui sera par la suite connu sous le nom de Pong-On-A-Chip.
Les ingénieurs de Coleco sont les premiers à l’exploiter, donnant naissance à la gamme des consoles Telstar. Conscient du potentiel du produit, le président de la société, Arnold Greenberg fera en sorte que sa firme soit la première à se rapprocher de General Instrument pour suivre le développement du processeur.
Dans sa quête, il sera aidé par Ralph Baer, le concepteur de l'Odyssey, commercialisée par Magnavox. Ce dernier va faire en sorte que Coleco puisse acheter l’exclusivité des droits de commercialisation de la puce. Ainsi, chacune des millions de puces pong-on-a-chip vendues par la suite lui rapportera de l'argent (les consoles produites autour de la puce AY-3-8500 sont si nombreuses qu'il est quasiment impossible de les lister). Il est aujourd'hui considéré comme l’inventeur du jeu vidéo de salon ; il interviendra par ailleurs dans la conception de la Telstar afin de corriger quelques problèmes techniques.
La première Coleco Telstar sort dans le courant de l’année 1976 ; c’est la première console à intégrer la  puce de General Instrument. Elle ne propose au départ que trois jeux, chacun disposant de trois niveaux de difficulté : le tennis, le hockey et le handball. Avec le temps, la puce évoluera et, avec elle, la gamme dérivée de la Telstar.
Afin de réduire les coûts de main-d’œuvre, la console est vendue avec les décorations et autres autocollants que le client peut apposer lui-même (cela explique le fait que, sur les consoles vendues d'occasion, ces derniers sont parfois posés de travers).
À noter que la Telstar est sortie au Canada sous le nom de Telstar Deluxe et qu’une autre version a été distribuée aux États-Unis par la chaîne de magasins Montgomery Ward sous le nom de Telstar Video World of Sports.
Les ventes seront immédiatement bonnes, avec plus d’un million d’unités vendues pour cette première machine, même si la Coleco Telstar ne dépassera pas les frontières des États-Unis et du Canada.

## Caractéristiques techniques
- Microprocesseur : GI AY-3-8500 (Pong-On-a-Chip)
- Prix d'origine : 49,99 USD[4]